# Philip Glenister
Philip Heywood Glenister, född 10 februari 1963 i London, England, är en brittisk skådespelare. 
Glenister är son till regissören John Glenister, och utbildad skådespelare vid Londons Central School of Speech and Drama. Han har genom åren medverkat i många kända engelska produktioner, bland annat tv-serierna Hornblower, Den tredje makten (State of Play) och Sharpe, filmen Kalenderflickorna (2003) och miniserien Cranford (2007).  I England blev Philip Glenister kultförklarad för sin succéroll som den hårde 70-talssnuten Gene Hunt i den populära tv-serien Life on Mars (och i dess spinoff Ashes to Ashes).
Glenister är lillebror till skådespelaren Robert Glenister, känd från bland annat tv-serien Svindlarna (Hustle) och I mördarens spår - Ett barn försvinner (Prime Suspect 4: The Lost Child).
Philip Glenister är sedan 2006 gift med skådespelaren Beth Goddard.